# Scytodes cogu
Scytodes cogu là một loài nhện trong họ Scytodidae.
Loài này thuộc chi Scytodes. Scytodes cogu được miêu tả năm 2001 bởi Antonio D. Brescovit & Rheims.